# 吉斯巴赫河 (阿勒河支流)
46°44′07″N 8°01′14″E / 46.73529°N 8.02053°E

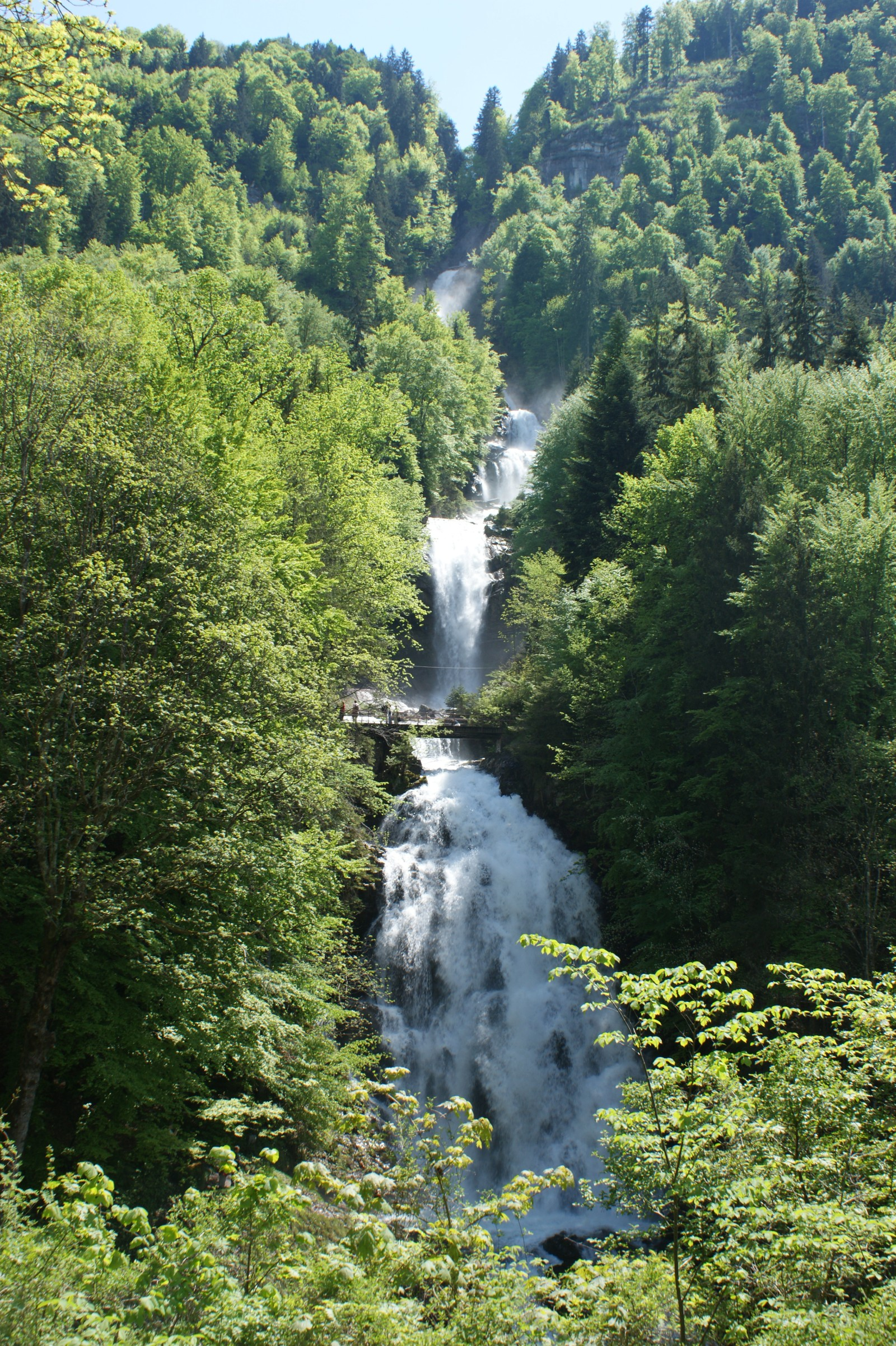

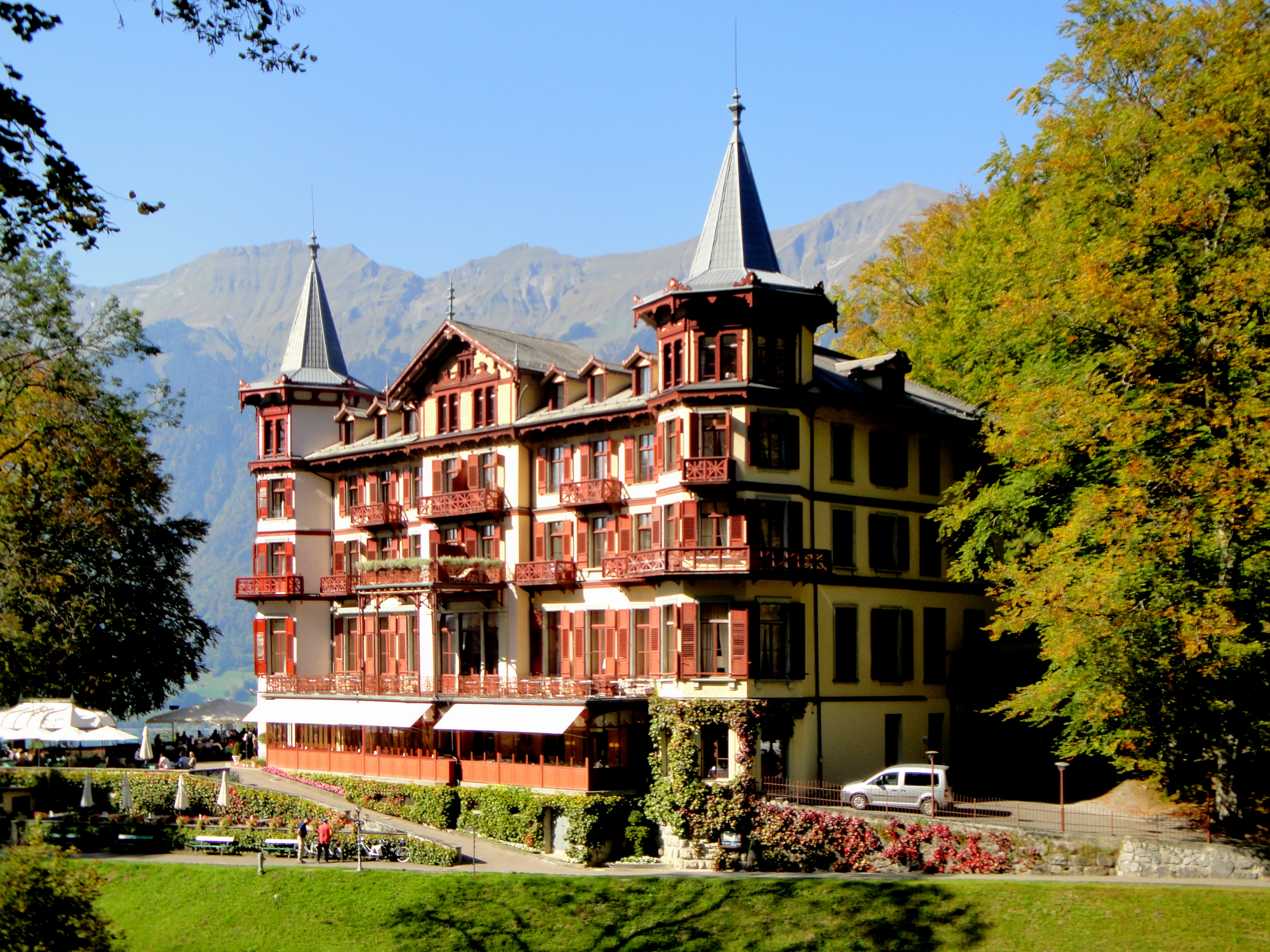

吉斯巴赫河是瑞士的河流，位於該國中西部，流經伯恩州，屬於阿勒河的支流，河道全長9.4公里，流域面積25.3平方公里，河口處在布里恩茨湖。